# Powiat Tarnowski
Der Powiat Tarnowski ist ein Powiat (Kreis) im östlichen Teil der polnischen Woiwodschaft Kleinpolen. Er wird von den Powiaten Dąbrowa im Norden, Gorlice und Nowy Sącz im Süden sowie Brzesko im Westen umschlossen. Im Osten verläuft die Provinzgrenze zur Woiwodschaft Karpatenvorland, der Landzipfel im Nordwesten grenzt an Heiligkreuz.
Der Powiat umschließt die kreisfreie Stadt Tarnów mit dem Sitz des Powiats.

## Wappen
Beschreibung: In Rot ein goldgekrönter goldbewehrter und -gezungter silberner Adlerkopf mit Flügel und einem goldenen sechszackigen aufgelegten Stern über einen liegenden goldenen Halbmond.

## Gemeinden
Der Powiat umfasst 16 Gemeinden, davon sieben Stadt-und-Land-Gemeinden und neun Landgemeinden.

### Stadt-und-Land-Gemeinden
- Ciężkowice
- Radłów
- Ryglice
- Tuchów
- Wojnicz
- Zakliczyn
- Żabno

### Landgemeinden
- Gromnik
- Lisia Góra
- Pleśna
- Rzepiennik Strzyżewski
- Skrzyszów
- Szerzyny
- Tarnów
- Wierzchosławice
- Wietrzychowice